# Bob la Jocurile Olimpice de iarnă din 1968
Probele sportive de bob la Jocurile Olimpice de iarnă din 1968 s-au desfășurat în perioada 8-16 februarie 1968 la Grenoble, Franța, la pista de bob din L'Alpe d'Huez. Au participat 90 de sportivi din 11 țări.

## Sumar medalii

### Clasament pe țări
| Loc   | Țară             | Aur | Argint | Bronz | Total |
| ----- | ---------------- | --- | ------ | ----- | ----- |
| 1     | Italia           | 2   | 0      | 0     | 2     |
| 2     | Germania de Vest | 0   | 1      | 0     | 1     |
| 2     | Austria          | 0   | 1      | 0     | 1     |
| 4     | România          | 0   | 0      | 1     | 1     |
| 4     | Elveția          | 0   | 0      | 1     | 1     |
| Total | Total            | 2   | 2      | 2     | 6     |

### Probe sportive
| Probă sportivă         | Aur                                                                         | Aur     | Argint                                                                  | Argint  | Bronz                                                           | Bronz   |
| Dublu masculin detalii | Italia · Eugenio Monti, Luciano De Paolis                                   | 4:41,54 | Germania de Vest · Horst Floth, Pepi Bader                              | 4:41,54 | România · Ion Panțuru, Nicolae Neagoe                           | 4:44,46 |
| Patru masculin detalii | Italia · Eugenio Monti, Luciano De Paolis, Roberto Zandonella, Mario Armano | 2:17,39 | Austria · Erwin Thaler, Reinhold Durnthaler, Herbert Gruber, Josef Eder | 2:17,48 | Elveția · Jean Wicki, Hans Candrian, Willi Hofmann, Walter Graf | 2:18,04 |